# Internierungslager Büren an der Aare
Das Internierungslager Büren an der Aare war während des Zweiten Weltkriegs das grösste Internierungslager der Schweiz. Es befand sich in der Nähe des Städtchens Büren an der Aare, war ab Sommer 1940 bis zur Ausweisung der letzten Internierten aus der Schweiz 1946 das am längsten durchgängig betriebene Internierungslager des Landes. In dieser Zeit wurde das Lager unterschiedlichsten Nutzungen zugeführt, so dass an dessen Beispiel die Internierung in der Schweiz im Zweiten Weltkrieg und die damit verbundenen Herausforderungen dargestellt werden können.
Am bekanntesten ist die Phase der Internierung von Teilen der polnischen 2. Schützendivision des französischen 45. Festungsarmeekorps, in das «nach Art der bekannten» ausländischen «Concentrationslager» als erstes Internierungslager der Schweiz gebaut wurde. Bereits 1871 waren in Büren Soldaten der Bourbaki-Armee interniert worden.

## Vorgeschichte
Im Juni 1940 überschritten rund 43‘000 Angehörige des 45. französischen Armeekorps – darunter auch rund 12‘500 Polen der polnischen 2. Schützendivision – bei Goumois den Doubs und wurden interniert. Nach der V. Haager Konvention von 1907 und dem Genfer Abkommen von 1929 waren die neutralen Staaten verpflichtet, geflüchtete Militärpersonen zu internieren, militärisch zu bewachen und zu kontrollieren. Die Internierten durften bis zum Waffenstillstand/Friedensschluss nicht ausreisen und nicht mehr an Kriegshandlungen teilnehmen können. Sie waren dem Schutz des Aufnahmestaates unterstellt, entsprechend galt auch für die Militärinternierten das schweizerische Militärstrafgesetz.
Der Grenzübertritt der unerwarteten Flüchtlingswelle Ende Juni 1940 mit Abertausenden von Militärpersonen und Zivilflüchtlingen traf die Schweizer Behörden und die Armee völlig unvorbereitet, und die Organisation der Internierung der Militärpersonen war besonders in dieser ersten Phase von einer grossen Improvisation gekennzeichnet. Das Eidgenössische Kommissariat für Internierungen und Hospitalisierung (EKIH) war am 18. Juni eben erst vom General Guisan geschaffen worden.
Vorerst wurden die 43‘000 Angehörigen des 45. französischen Armeekorps auf drei Regionen verteilt: 28.000 Franzosen in die Region Napf, 8500 Franzosen und Polen ins Berner Oberland und 6000 Franzosen, Polen und Algerier (7. algerisches Spahi-Kavallerieregiment) in die Region Seeland. Ab August 1940 musste die Region Napf wegen zu dichter Belegung stark aufgelockert werden: Etwa 2500 Polen mussten ins Lager Büren und 3500 Franzosen in die Region Thur verschoben werden. Die Internierungsräume verschoben sich entsprechend dem Kriegsverlauf und den neuen Stellungen der Schweizer Armee. Im Sommer 1941 wurde das Berner Oberland geräumt und die Internierten in den Aargau, in die Ostschweiz, nach Graubünden und ins Tessin verschoben.

## Standort und Lage
Das Lager Büren an der Aare wurde ab Juli 1940 geplant. Zu dieser Zeit herrschte bei der Armee und in der Bundesverwaltung die Auffassung, möglichst grosse Lager zu errichten, um die Kosten und den Truppenbedarf für die Bewachung möglichst gering zu halten. Denn es war nicht klar, wer für die Kosten der Internierung insbesondere der polnischen Internierten aufkommen würde, da unsicher war, ob Polen und auch Frankreich als Staaten nach dem Krieg weiterexistieren würden. Weil die Armee zudem völlig unvorbereitet auf die Internierung reagieren musste, standen nicht viele Truppenteile zur Bewachung der Internierten zur Verfügung. Ein weiteres wichtiges Kriterium bei der Planung der Interniertenlager war daneben auch die Minimierung des Kontaktes zur Zivilbevölkerung. Für die Polen wurden schliesslich zwei Lager – eines im Berner Seeland und eines an der Thur – errichtet.
Als Standort des Interniertenlagers Büren an der Aare wurde deshalb abseits des Städtchens ein Gebiet im «Häftli» ausgewählt – ein Gebiet, das auf allen vier Seiten von Wasser umgeben war. Der Standort in dieser Wasserburg sollte die Flucht erschweren und damit die Bewachung vereinfachen. Bereits mit der Lage des Interniertenlagers konnte damit der Kontakt zur Zivilbevölkerung minimiert werden. Die Lage des Lagers ergab sich aber nicht zuletzt auch deshalb, weil geplant war, die polnischen internierten für die Juragewässerkorrektion einzusetzen. Neben dem Standort im Häftli wurde in Oberbüren ein dem Interniertenlager angegliedertes Spitallager für rund 150 Personen errichtet. Zudem entstand ein Straflager für Internierte.

## Das Lager während der Internierung der Polen
Von Juli bis September 1940 wurde im Häftli ein Barackendorf – das sogenannte «Polenlager», das für 6000 Internierte ausgelegt war, und das «Schweizerlager» für die auf rund 600 Mann geschätzte Bewachungstruppe der Schweizer Armee errichtet. Insgesamt entstanden so über 120 Baracken und Gebäude mit verschiedenen Funktionen. In der Mitte des «Polenlagers» stand ein Beobachtungsturm, der die Bewachung zusätzlich vereinfachen sollte. Zudem wurde das Gelände von Polizeihunden bewacht. Wichtige Gebäude der Lagerverwaltung, wie Kommandoposten oder das Postlokal, standen im «Schweizerlager», das auch räumlich vom «Polenlager» getrennt war. Zudem bestanden unter anderem eine Wäscherei, mehrere Küchen und Sanitätsgebäude. Zusätzlich mit Stacheldraht vom «Polenlager» abgetrennt war ein für rund 1000 «Verdächtigte» ausgelegter Bereich, der als Straflager für Internierte konzipiert worden war.
Entgegen den ursprünglichen Plänen befanden sich nie 6000 Internierte auf einmal im Lager. Die ersten Polen erreichten das Lager im September 1940. Zu dieser Zeit befand es sich noch im Aufbau, und die ersten Internierten wurden für den weiteren Ausbau des Lagers eingesetzt. Mitte Oktober befanden sich rund 1500 Polen im Lager. Offiziell eingeweiht wurde das Lager am 26. Dezember 1940. Im März 1941 erreichte das Interniertenlager mit 3500 Internierten seinen Höchststand. Mit dem Beginn der Anbauschlacht wurden alle Arbeitskräfte, auch die Internierten, aufgeboten, und das Lager leerte sich bis März 1942. Das Lager war militärisch organisiert, und die Internierten unterstanden einer strengen Lagerordnung und einem strikten Tagesbefehl. Trotz der Bewachungsmassnahmen gelang es vielen Polen, aus dem Lager zu fliehen. Schnell knüpften die Polen Kontakte zur Zivilbevölkerung von Büren, die ihnen mit grosser Sympathie begegnete.
Mit zunehmender Interniertenzahl offenbarten sich immer mehr Konzeptions- und Planungsfehler. Die sanitärischen Einrichtungen reichten schon kurz nach Eröffnung nicht mehr aus. Zu den Hygienmängeln kamen Platzprobleme und Langeweile der Internierten. Es gab zu dieser Zeit noch kein adäquates Beschäftigungsprogramm: Arbeitseinsätze bei Bauern kamen erst nach 1941 auf, und die geplante Arbeit bei der Juragewässerkorrektion wurde nicht realisiert. Ohnehin waren in dieser ersten Phase der Internierung keine Arbeitseinsätze für die Internierten geplant, und ein Arbeitszwang wurde erst später eingeführt. Hinzu kamen eingeschränkte Kontaktmöglichkeiten zu Zivilpersonen, die dazu führten, dass für einzelne Internierte der Postweg die einzige Verbindung zur Aussenwelt war. Die schlechte Stimmung im Lager fiel durch Konflikte unter den Internierten und vor allem durch Fehler bei der Bewachung zusätzlich auf. Hinzu kam, dass viele Internierte mit der Lageratmosphäre nicht zurechtkamen, da sie nach ihrer Internierung – da die Lager noch nicht gebaut waren – zunächst bei Privatpersonen untergebracht worden waren.
Im Dezember 1940 wurde die Wachmannschaft, bestehend aus Waadtländer Milizsoldaten, nach 70 Tagen Dienst abgelöst. Mit der neuen Wachkompanie wollte der Lagerkommandant ein strengeres Regime einführen. Probleme erblickte die Lagerleitung in dem sich mit den Einheimischen entwickelten Schwarzhandel, denen Internierte Militärdecken, Fahrräder und Schuhe verkauften, dem Alkoholkonsum der Internierten, darin, dass Einheimische den Internierten zur Flucht verhalfen, und darin, dass den Schweizerinnen deren galante Umgangsformen gefielen (Fraternisierung). Die Milizsoldaten der Wachmannschaft fühlten sich von der Bevölkerung hintergangen.
Als ein Wachtkommandant die Lagerordnung durchsetzen wollte, kam es am 28. Dezember 1940 zu einem Aufstand, bei dem zwei Polen verletzt wurden. Der Aufstand offenbarte die Probleme und zwang schliesslich die Behörden zu einer Veränderung ihrer Gesamtkonzeption. Im Januar 1941 erfolgte eine Regelung der Arbeitseinsätze, und auch eine Verringerung des Interniertenbestandes zeichnete sich ab. Allerdings nahm der Bestand der Internierten zunächst noch deutlich zu, ehe er ab März 1941 stetig abnahm. Im März 1942 befanden sich noch rund 100 Polen im Lager, und es wurde entschieden, das Lager abzubrechen. Erste Abbrucharbeiten begannen kurz danach.

## Nutzung als Flüchtlingslager nach 1942
Als im Sommer 1942 der Flüchtlingsstrom in die Schweiz zunahm, wurde im September 1942 beschlossen, das Lager in Büren wieder in Betrieb zu nehmen und Zivilflüchtlinge – zunächst vor allem Juden, später auch Elsässer – darin unterzubringen. In den folgenden Jahren schwankte der Bestand im Lager Büren stark, und mehrmals stand das Lager kurz vor der Schliessung und dem Abbruch. Die Kriegsereignisse machten einen Weiterbetrieb aber immer wieder nötig.
Die Wiederinbetriebnahme des Lagers 1942 führte zu zahlreichen Missständen, da das Lager für Militärinternierte und nicht für Zivilpersonen errichtet worden war, die Schwierigkeiten mit den militärischen Umgangsformen und der militärischen Ordnung bekundeten. Hinzu kamen Probleme mit der Hygiene und einigen Personen der Lagerleitung. Die Flüchtlinge wurden laufend auf andere Lager weiterverteilt, so dass der Bestand stetig abnahm und das Lager im Sommer 1943 beinahe leer war. Einige Baracken wiesen zu dieser Zeit bereits erhebliche Schäden auf, da das Lager nicht für eine derart lange Betriebsdauer geplant worden war. Hinzu kam, dass die Bauern, in deren Eigentum sich das Land des Lagers befand, dessen Rückgabe forderten. In der Folge wurde erneut die Schliessung des Lagers beschlossen und mit dem Abbau einiger Baracken begonnen. Weitere Baracken wurden in andere Lager abtransportiert.
Infolge der Kriegsereignisse in Italien nahm der Flüchtlingsstrom in die Schweiz erneut zu. Viele italienische Zivilflüchtlinge und ehemalige italienische Soldaten kamen nun vorübergehend nach Büren. Innert kurzer Zeit waren die verbliebenen 16 Wohnbaracken des Lagers mit über 800 Flüchtlingen komplett überfüllt. Aus diesem Grund wurde deren Weiterverteilung so schnell wie möglich organisiert. Im Laufe des Jahres 1944 nahm der Personenbestand auf rund 200 ab, und im Oktober 1944 bestand nur noch ein sogenanntes «Reservelager» von etwa 30 Flüchtlingen.
Als im Zuge des alliierten Vormarsches in Deutschland der Flüchtlingsstrom aus Deutschland zunahm, wurde das «Reservelager» reaktiviert und in ein «Quarantänelager» für deutsche Kriegsflüchtlinge umgewandelt. Innert kurzer Zeit durchliefen über 1000 Flüchtlinge die Quarantäne im Häftli.
Nach Kriegsende diente das Lager in Büren als Wartestation für ehemalige Flüchtlinge vor ihrer Heimkehr. Schliesslich waren im Häftli bis Mitte 1946 noch jene Internierten – vor allem Polen – untergebracht, die sich gegen eine Ausweisung zur Wehr setzten.

## Abbruch und Erinnerungskultur
Bereits kurz nach Kriegsende verlangten die Landbesitzer zum wiederholten Mal ihr Land zurück. Schliesslich wurden 1946/47 die letzten verbliebenen Baracken abtransportiert oder abgebrochen. Einige wenige Gebäude des Lagers blieben auf Wunsch der Landeigentümer, die sie als landwirtschaftliche Gebäude weiternutzen wollten, bestehen.
Eine aktive Erinnerungskultur an das Interniertenlager besteht in Büren nicht. Die lokale Tourismusverwaltung weist nur indirekt auf die Existenz des Lagers Büren hin. Auf Anregung eines Historikers wurden erst 2000 entsprechende Gedenksteine für das Spitallager und das Interniertenlager aufgestellt.  Vorher bestand keine Erinnerung an das ehemalige Interniertenlager, und die wenigen nicht abgebrochenen Lagerbauten wurden nicht unterhalten und waren teilweise dem Verfall preisgegeben. 2017 steht vom ehemaligen Interniertenlager Büren nur noch die ehemalige Wäscherei. Nur die Regionalzeitung Bieler Tagblatt berichtete regelmässig in Erinnerung an das Interniertenlager. Zudem wurde in Erinnerung an das Interniertenlager 2017 eine Theaterproduktion aufgeführt.